# Aggerbrücke

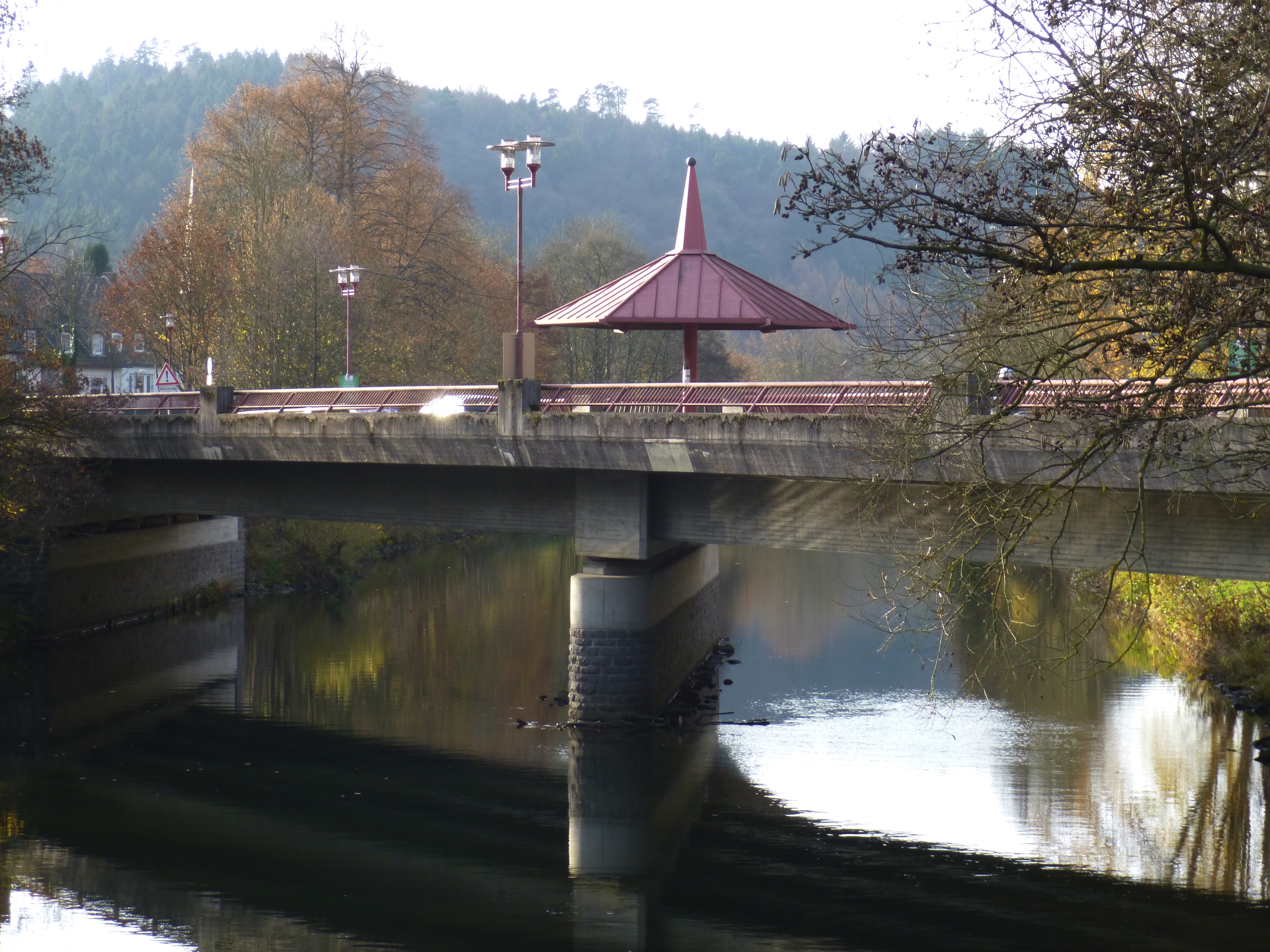
Die Aggerbrücke mit Wetterpilz

Die Aggerbrücke überspannt die Agger in Engelskirchen-Loope.

## Lage und Beschreibung
Die Brücke befindet sich in Loope, wo sie das östliche Ende des Stausees Ehreshoven überspannt. Das ungefähr 60 Meter lange Bauwerk führt die Bundesstraße 55 über das Gewässer. Es hat je Fahrtrichtung einen Fahrstreifen sowie einen Fußgängerweg und mittig auf der westlichen Seite einen Wetterpilz.

## Geschichte und historische Bedeutung
Eine erste Aggerbrücke wurde 1832 mit Bau der Cöln-Olpener Straße an dieser Stelle errichtet. Es handelte sich um ein Bauwerk aus Grauwacke. Die Brücke hatte große Bedeutung für die örtliche Bevölkerung, die somit erstmals an ein größeres Verkehrsnetz angeschlossen war. Zuvor musste für den Gütertransport eine Furt im Ortsteil Schiffarth genutzt werden. Diese Brücke mit geschwungenen Rundbögen entwickelte sich zu einem Wahrzeichen Loopes.
Kurz vor Ende des Zweiten Weltkriegs sprengten Looper Bürger das Bauwerk am 11. April 1945. Amerikanische Truppen errichteten am selben Tag eine Holzbrücke, die Anfang 1946 aufgrund eines Hochwassers einstürzte. Die örtliche Bevölkerung behalf sich mit einer Notbrücke aus Baumstämmen, bis am 15. Mai 1949 eine neue Brücke eröffnet werden konnte. Diese Brücke wurde 1991 abgerissen und nach langen Diskussionen durch das heutige Bauwerk ersetzt, für das sechs Brückenträger mit einer Länge von 31 Metern und einem Gewicht von 70 Tonnen verwendet wurden.